# Gradoli
Gradoli là một đô thị ở tỉnh Viterbo trong vùng Latium của Ý, có cự ly khoảng 100 km về phía tây bắc của Roma và khoảng 35 km về phía tây bắc của Viterbo. Tại thời điểm ngày 31 tháng 12 năm 2004, đô thị này có dân số 1.496 người và diện tích là 37,5 km².
Đô thịGradoli có các frazione (subdivision) Cantoniera.
Gradoli giáp các đô thị: Bolsena, Capodimonte, Grotte di Castro, Latera, Montefiascone, Onano, San Lorenzo Nuovo, Valentano.